# Martita Hunt
Martita Edith Hunt (30 de enero de 1900 – 13 de junio de 1969) fue una actriz británica de teatro y cine nacida en Argentina. Tenía una presencia escénica dominante e interpretó una amplia gama de poderosos personajes. Se la recuerda sobre todo por su interpretación de Miss Havisham en la película de David Lean Great Expectations (1946).

## Primeros años
Hunt nació en Buenos Aires el 30 de enero de 1900, de padres ingleses Alfred y Marta (de soltera Burnett) Hunt. A los diez años, viajó con sus padres al Reino Unido, donde asistió al Queenwood Ladies' College de Eastbourne y se formó como actriz.

## Carrera

### Primeros años de carrera teatral
Hunt comenzó su carrera como actriz en el teatro de repertorio de Liverpool antes de trasladarse a Londres. Allí actuó por primera vez en la producción de la Stage Society The Machine Wreckers, de Ernst Toller, en el Kingsway Theatre, en mayo de 1923. De 1923 a 1929, actuó como Principessa della Cercola en Our Betters, de W. Somerset Maugham (Globe, 1924), y como Mrs. Linde en A Doll's House de Ibsen (Playhouse, 1925) en el West End, junto con actuaciones en teatros de club como el Q Theatre y el Arts Theatre y una breve temporada de Chéjov en 1926 en el pequeño Barnes Theatre bajo la dirección de Theodore Komisarjevsky (interpretando a Charlotta Ivanovna en The Cherry Orchard y a Olga en Three Sisters).[cita requerida]
En septiembre de 1929 se incorporó a la compañía del Old Vic, dirigida entonces por Harcourt Williams, y durante los ocho meses siguientes interpretó a Béline en The Imaginary Invalid, de Molière, a la reina Isabel en The Dark Lady of the Sonnets, de George Bernard Shaw, y a Lavinia en Androcles and the Lion, de Shaw. Sin embargo, su etapa allí fue más conocida por una sucesión de papeles shakesperianos: la enfermera en Romeo y Julieta, Porcia en The Merchant of Venice, la Reina en Ricardo II, Helena en A Midsummer Night's Dream, Porcia en Julio César), Rosalind en As You Like It, Lady Macbeth en Macbeth y Gertrudis en Hamlet). Las tres últimas con John Gielgud.

En la entrada de Hunt en el Oxford Dictionary of National Biography, Donald Roy escribió:
"Con un aspecto llamativo y una presencia escénica dominante, demostró ser muy eficaz en personajes fuertes y trágicos, y su Gertrudis en "Hamlet" fue considerada por algunos críticos como la mejor que habían visto."
Después volvió al West End (regresó brevemente al Old Vic para interpretar a Emilia en Otelo en 1938), interpretando a Edith Gunter en Autumn Crocus, de Dodie Smith (Lyric, 1931), a la condesa de Rousillon en All's Well That Ends Well (Arts, 1932), a Lady Strawholme en Fresh Fields, de Ivor Novello (Criterion, 1933) y a Liz Frobisher en The Distaff Side, de John Van Druten (Apollo, 1933), Barbara Dawe en Moonlight Is Silver, de Clemence Dane (Queen's, 1934), Theodora en Not for Children, de Elmer Rice (Fortune, 1935), Masha en The Seagull, de Chéjov (New Theatre, 1936), la Madre en una versión inglesa de Bodas de sangre, de García Lorca; Savoy, 1939), Léonie en Les Parents Terribles de Jean Cocteau (Gate, 1940), Mrs Cheveley en An Ideal Husband de Oscar Wilde (Westminster, 1943), y Cornelia en The White Devil de John Webster (Duchess, 1947).

### Primeros años de carrera cinematográfica
Hunt también apareció en muchos papeles secundarios en varias películas británicas populares, como Good Morning, Boys (1937), Trouble Brewing (1939) y The Man in Grey (1943). The Wicked Lady (1945) fue un éxito internacional, pero su siguiente papel en el cine, en Great Expectations (1946), de David Lean, sería el más famoso y el más alabado. En el papel de Miss Havisham, retomó el de la adaptación teatral de 1939, realizada por Alec Guinness, que sirvió de inspiración y modelo para la película de Lean. Su interpretación fue muy aclamada, y Roger Ebert escribió más tarde, en 1999, que "dominaba las primeras escenas de la película, interpretando a la señorita Havisham como una figura desaliñada y con nariz de pico, ataviada con encajes y lino raídos, no desnutrida a pesar de su largo exilio."

### Carrera posterior
Hunt actuó en The Sleeping Prince en 1953 en el Phoenix Theatre. A partir de entonces, dividió su tiempo entre el cine británico y el estadounidense, así como el teatro. Ganó un premio Tony en 1949 por su debut en Broadway como condesa Aurelia en el estreno anglosajón de The Madwoman of Chaillot, de Giraudoux (aunque tuvo relativamente menos repercusión en la gira de 1952 de la producción). Su último papel en el teatro fue el de Angélique Boniface en Hotel Paradiso, una adaptación de Feydeau, de nuevo con Guinness en el Winter Garden Theatre en mayo de 1956.
Otras películas en las que actuó fueron Anna Karenina (1948), The Fan (1949), Anastasia (1956), Three Men in a Boat (1956), The Admirable Crichton (1957), The Brides of Dracula (1960), The Wonderful World of the Brothers Grimm (1962), Becket (1964), The Unsinkable Molly Brown (1964) y Bunny Lake Is Missing (1965). También apareció en televisión como Lady Bastable en varias adaptaciones de los cuentos de Saki (1962).[cita requerida]

## Muerte
Martita Hunt murió de asma bronquial en su casa de Hampstead, Londres, a los 69 años, el 13 de junio de 1969. Su patrimonio se valoró en 5.390 libras. Nunca se casó.
Fue incinerada en el crematorio de Golders Green el 19 de junio. Sus cenizas reposan en el Ivor Novello Rose Bed.

## Filmogafía seleccionada
| - A Rank Outsider (1920) - Service for Ladies (1932) como Aline – Countess Ricardi's M=maid (sin acreditar) - Love on Wheels (1932) como demostradora de piano - I Was a Spy (1933) como la tía Lucille - Friday the Thirteenth (1933) como Agnes Lightfoot - Too Many Millions (1934) como Mrs Pilcher - Mr. What's-His-Name? (1935) como Mrs Davies - The Case of Gabriel Perry (1935) como Mrs Read - Man of the Moment (1935) como jugadora de ruleta - First a Girl (1935) como Seraphina - King of the Damned (1935) como mujer en avión (sin acreditar) - When Knights Were Bold (1936) como la tía Esther - Pot Luck (1936) como Mrs Cream - Tudor Rose (1936) como la madre de Jane - The Interrupted Honeymoon (1936) como Nora Briggs - The Beloved Vagabond (1936) como señora con impertinentes (sin acreditar) - Sabotage (1936) como Miss Chatham – la hija del profesor (sin acreditar) - The Mill on the Floss (1936) como Mrs Glegg - Good Morning, Boys (1937) como Lady Bogshott - Farewell Again (1937) como Adela Swayle - Paradise for Two (1937) como Mme Bernard (sin acreditar) - Second Best Bed (1938) como Mrs Mather - Strange Boarders (1938) como Miss Pitter - Prison Without Bars (1938) como Mme Appel - Everything Happens to Me (1938) - Trouble Brewing (1939) como Mme Berdi - The Nursemaid Who Disappeared (1939) como Lady Alice Ballister - A Girl Must Live (1939) como Mme Dupont, asistente - Goodbye, Mr. Chips (1939) como turista británica en bicicleta (sin acreditar) - Young Man's Fancy (1939) como duquesa de Beaumont - Old Mother Riley Joins Up (1939) como comandante - At the Villa Rose (1940) como Helen Vaquier - The Middle Watch (1940) como Lady Elizabeth Hewett - The Good Old Days (1940) como Sara Macaulay - Tilly of Bloomsbury (1940) como Lady Marion Mainwaring - Freedom Radio (1941) como Frau Lehmann the concierge - Quiet Wedding (1941) como Mme Mirelle - East of Piccadilly (1941) como Ma - The Seventh Survivor (1942) como Mrs Lindley - They Flew Alone (1942) como Miss Bland | - Lady from Lisbon (1942) como Susan Wellington-Smythe - Sabotage at Sea (1942) como Daphne Faber - Talk About Jacqueline (1942) como esposa del coronel (sin acreditar) - The Importance of Being Earnest (1943) como Lady Bracknell - The Man in Grey (1943) como Miss Patchett - Welcome, Mr. Washington (1944) como Miss Finch - The Wicked Lady (1945) como prima Agatha - Great Expectations (1946) como Miss Havisham - The Ghosts of Berkeley Square (1947) como Lady Mary - The Little Ballerina (1947) como Miss Crichton - Anna Karenina (1948) como la princesa Betty Tversky - So Evil My Love (1948) como Mrs Courtney - My Sister and I (1948) como Mrs Camelot - The Fan (1949) como duquesa de Berwick - The Story of Robin Hood and His Merrie Men (1952) como la reina Eleanor - Treasure Hunt (1952) como tía Anna Rose - Meet Me Tonight (1952) como Mabel Grace - It Started in Paradise (1952) como Mme Alice - Folly to Be Wise (1953) como Lady Dodd - Melba (1955) como Mme Marchesi - King's Rhapsody (1955) como Reina madre - The March Hare (1956) como Lady Anne - Anastasia (1956) como baronesa Elena von Livenbaum - Three Men in a Boat (1956) como Mrs Willis - The Admirable Crichton (1957) como Lady Brocklehurst - Les Espions (1957) como Connie Harper - Dangerous Exile (1957) como Lady Lydia Fell - Bonjour tristesse (1958) como la madre de Philippe - Me and the Colonel (1958) como la madre superior - La prima notte (1959) como Lisa Bradwell - Bottoms Up (1960) como Lady Gore-Willoughby - The Brides of Dracula (1960) como la baronesa Meinster - Song Without End (1960) como la gran duquesa - Mr. Topaze (1961) como baronesa - The Wonderful World of the Brothers Grimm (1962) como Anna Richter (narradora) - Becket (1964) como la emperatriz Matilda - The Unsinkable Molly Brown (1964) como la gran duqeusa Elise Lupavinova - Bunny Lake Is Missing (1965) como Ada Ford - The Best House in London (1969) como directora (último papel cinematográfico) |